# Coca-Cola Brasil
Coca-Cola Brasil é uma empresa brasileira integrante a The Coca-Cola Company. 
A Coca-Cola controla uma rede de 39 fábricas em todo o país,[carece de fontes?] além de uma engarrafadora própria, a Recofarma. A companhia atua em nove segmentos — refrigerantes, sucos, lácteos, bebidas vegetais, água, águas especiais, água de coco, bebidas esportivas e chás — com uma linha de mais de 200 produtos, entre sabores regulares e versões sem açúcar ou de baixa caloria. O Sistema Coca-Cola Brasil emprega diretamente 57,1 mil funcionários.[carece de fontes?]

## História

### Os primeiros anos no Brasil
No início da década de 1940, o Brasil entra no cenário da Segunda Guerra Mundial.
- 1941 – O governo brasileiro autoriza secretamente aos norte-americanos a utilizarem bases aéreas e navais situadas no país para garantir a defesa do continente americano.[1] No dia 26 de julho é publicado no Diário Oficial da União o Decreto Lei número 3.462, de 25 de julho de 1941, uma das primeiras medidas que autorizava a empresa Panair do Brasil a construir, melhorar e aparelhar os aeroportos do Nordeste brasileiro.[2] Desta forma, aviões militares americanos passam a voar para o Brasil com maior frequência, reforçando as bases estratégicas estabelecidas no país. Neste contexto, a Coca-Cola chega em um primeiro momento trazida pelos próprios soldados. Posteriormente, é produzida na Fábrica de Água Mineral Santa Clara no Recife, em Pernambuco. Depois são instaladas minifábricas na capital pernambucana e em Natal, no Rio Grande do Norte, visando atender às tropas. Na época, a política adotada pela empresa em relação à Segunda Guerra Mundial era a de apoiar seus combatentes, oferecendo seus produtos onde quer que estivessem a um preço simbólico de 5 centavos de dólar o copo.[3]
- 1942 – No dia 18 de abril é inaugurada a primeira fábrica própria da Coca-Cola no Brasil, localizada no bairro de São Cristóvão, no Estado do Rio.[4] Até então, a comercialização da Coca-Cola no país era exclusiva para os soldados americanos. A partir desta data tem início a venda para o mercado brasileiro. Começa a produção de embalagens em vidro com 185ml.
- 1943 – No dia 6 de janeiro estreia o programa Um milhão de melodias na Rádio Nacional, transmitido às quintas-feiras em horário nobre. O programa é o primeiro a ser patrocinado pela Coca-Cola no Brasil.[5] No dia 28 de janeiro o então presidente americano Franklin Delano Roosevelt vem ao Brasil se encontrar com o presidente Getúlio Vargas, acertando assim o envio de tropas do exército brasileiro para a Segunda Guerra.[6][7] No mesmo ano é inaugurada a primeira filial da Coca-Cola na cidade de São Paulo.
- 1944 – No dia 1º de setembro é publicada no Diário Oficial da União a autorização para The Coca-Cola Export Sales Company iniciar as atividades no Brasil.[8]
- 1945 – Em Porto Alegre, no Rio Grande do Sul, a Coca-Cola firma contrato com a então Industrial de Refrescos, passando esta a ser a primeira empresa franqueada da marca no Brasil. A Industrial de Refrescos tinha exclusividade para a produção e comercialização dos produtos da marca Coca-Cola na região Sul. No mesmo ano é inaugurada a segunda fábrica carioca da Coca-Cola, com modernos equipamentos para a época, que eram capazes de produzir até 150 garrafas por minuto.
- 1946 – É lançado no Brasil o primeiro slogan feito exclusivamente para o mercado brasileiro, Isto sim é da pontinha! “É da pontinha” foi uma expressão popular (gíria) utilizada no Brasil nas décadas de 1930 e 1940, que tinha o significado de algo agradável: “é da pontinha”, “é bom”. Anteriormente, os slogans eram traduções de campanhas americanas do produto.
- 1948 – Durante o ano são estabelecidas mais quatro franquias que passam a produzir Coca-Cola.[9]

### Décadas de 1950 e 1960

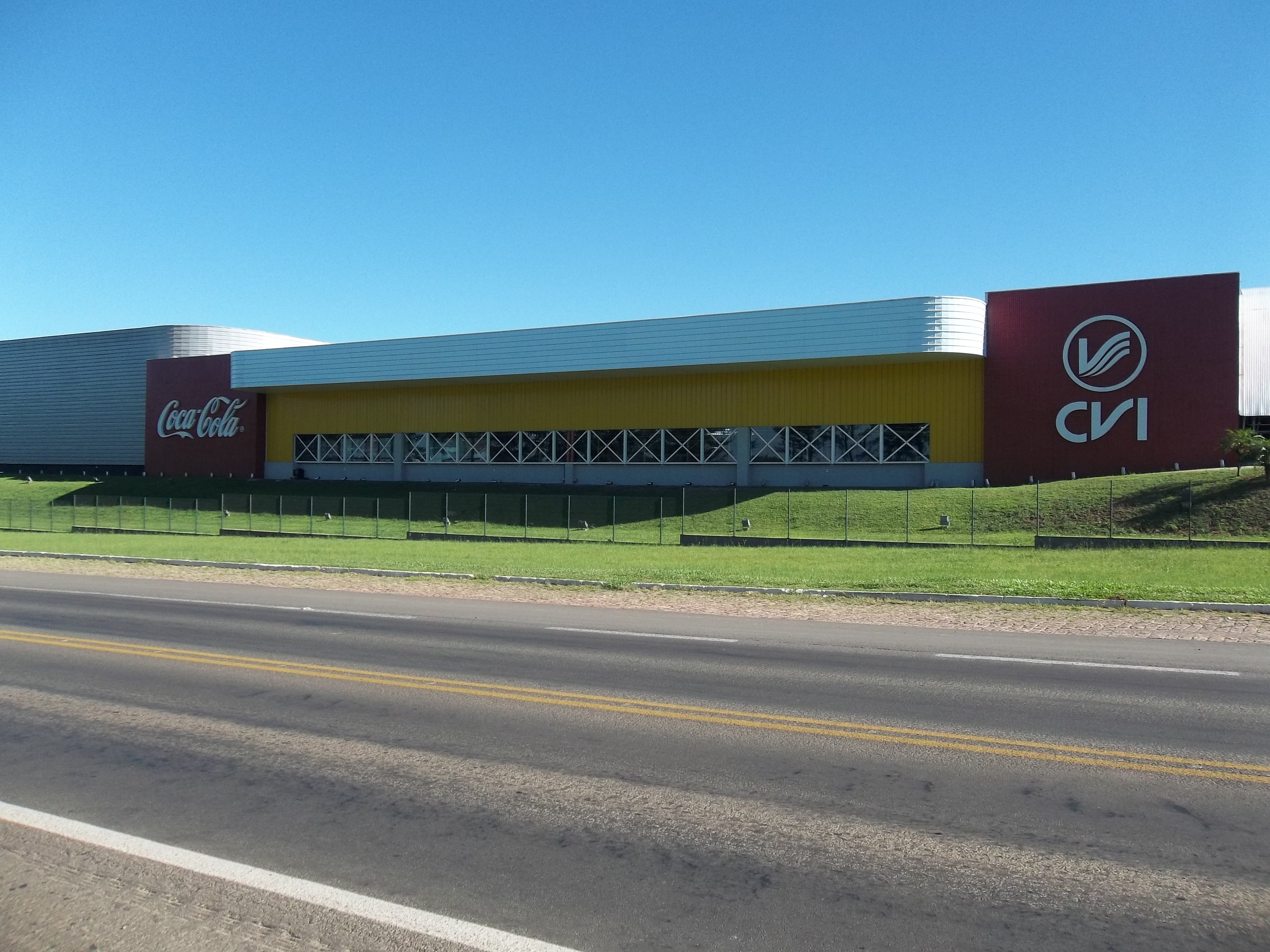
CVI Coca-Cola. Regional em Santa Maria, Rio Grande do Sul

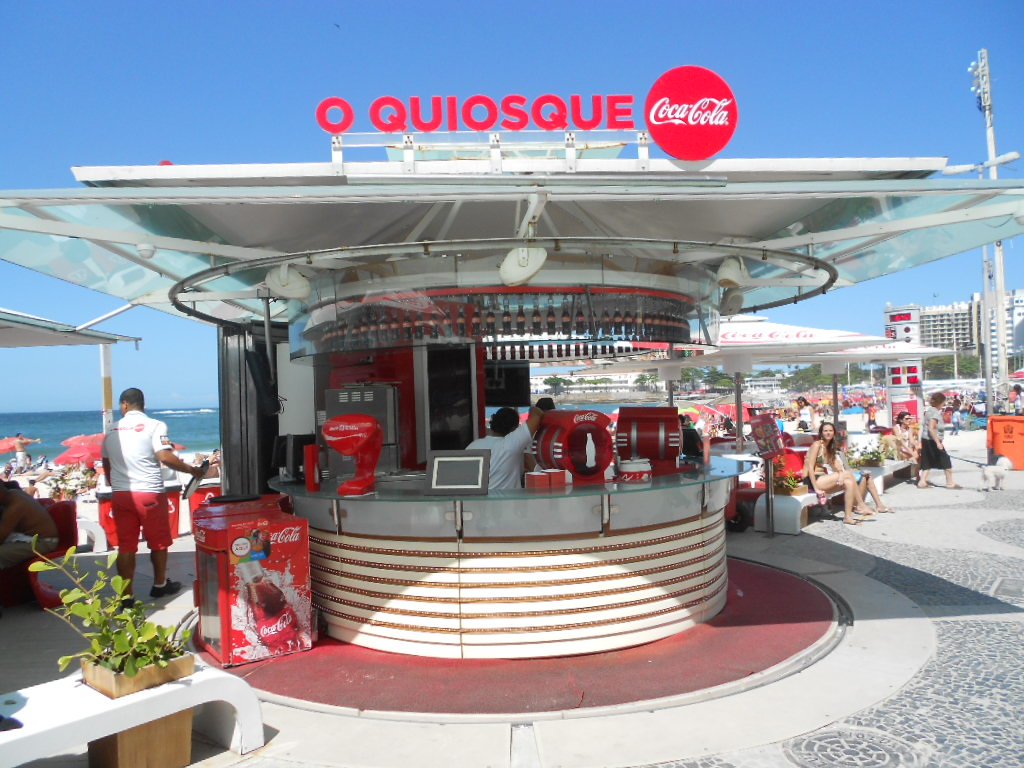
Quiosque da Coca-Cola na orla da Praia de Copacabana, Rio de Janeiro

A década de 1950 começa com a Copa do Mundo de Futebol sendo realizada no Brasil, com placas publicitárias ilustradas espalhadas pelo Estádio do Maracanã.
- 1952 – É lançado o slogan da Coca-Cola Isso faz um bem. Até então a empresa vinha enfrentando problemas no mercado brasileiro, pois o refrigerante não era bem visto pelo público. Diversos boatos sobre procedência e malefícios à saúde faziam parte das rodas de conversas. O Guaraná Champagne Antarctica era o refrigerante de maior aceitação entre os brasileiros naquela época. Dados de 1954 mostram que o refrigerante tinha 46% de preferência do público.
- 1953 – A Coca-Cola se empenha em desmistificar a imagem do refrigerante. A empresa lança cartazes que comparavam a água utilizada na fabricação da bebida a dos límpidos e cristalinos rios da Amazônia brasileira.
- 1954 – É apresentado o primeiro cartaz de Natal da Coca-Cola Brasil trazendo Papai Noel com o slogan Isso faz um bem.
- 1955 – A Coca-Cola lança o primeiro comercial da marca para a televisão brasileira, intitulado Coca-Cola faz um bem. O comercial tinha como tema o samba e Carmem Miranda. O locutor Carlos Henrique anuncia o comercial que é protagonizado pela cantora e atriz Doris Monteiro.[12]
- 1957 – A Coca-Cola faz em parceria com o jornal Última Hora o concurso Tamborim de Ouro com um desfile extra realizado antes do carnaval carioca. As escolas desfilavam com o tema Coca-Cola[13] e o evento acontecia na Praça VII, hoje Praça Barão de Drummond, no Rio de Janeiro. A partir deste ano, os concentrados para a fabricação do xarope, até então importados dos Estados Unidos, passam a ser fabricados na matriz do Rio de Janeiro.
- 1959 – A empresa promove a venda à domicílio em São Paulo, implantando o conceito de vasilhame retornável em embalagem de vidro de 760ml, conhecida como tamanho família.[14] Até então, a maior freguesia da Coca-Cola estava em bares, sorveterias, casas de doces e restaurantes. No final do ano, a Coca-Cola lança garrafas de 290ml.
- 1962 – O concentrado da Coca-Cola passa a ser produzido na fábrica do Rio de Janeiro.
- 1967 – Caetano Veloso lança a canção Alegria, Alegria, que cita a Coca-Cola no verso "Eu tomo uma Coca-Cola, Ela pensa em casamento".[15] Alegria, Alegria não é uma propaganda do refrigerante Coca-Cola. No final da década de 1960, o Brasil contava com 20 fábricas de Coca-Cola espalhadas pelo país.[16]

### Décadas de 1970 e 1980
Na década de 1970 são abertas mais 15 fábricas da Coca-Cola no Brasil. Começam a ser distribuídas as máquinas de post-mix, que possibilitam uma ampliação da rede de fornecedores devido à economia de espaço, atingindo lanchonetes, cinemas, clubes e diversos pontos de venda. O slogan da época, Isso é que é, exaltava a natureza e a paz.
- 1979 – Surgem os slogans Dá mais vida e Abra um sorriso, associando a marca à felicidade e aos bons momentos.
- 1981 – A Coca-Cola é lançada em embalagem de lata.[19]
- 1982 – Chega ao mercado brasileiro a Diet Coke.[20][21][22]
- 1985 – O refrigerante Coca-Cola é retirado do mercado e surge a New Coke. O fato foi desaprovado pelos consumidores.[23][24]
- 1986 – Os 100 anos da Coca-Cola são comemorados no Brasil e em todo o mundo.[9]
- 1987 – Coca-Cola patrocina a Copa União, o maior contrato esportivo feito por uma empresa privada no país até então. Mais quatro novas fábricas entram em operação neste ano. Uma nova campanha mundial é lançada, com a canção Águas de Março de Tom Jobim.[9][25]
- 1988 – É lançada a Coca-Cola em embalagem sem retorno e a tampa com rosca em metal. São relançadas garrafas colecionáveis em miniaturas.[9][26][27]

### Décadas de 1990 e 2000
- 1990 – A Coca-Cola patrocina todas as categorias da Seleção Brasileira de Futebol. O concentrado da Coca-Cola passa a ser fabricado em Manaus e distribuído para as fábricas em todo o Brasil.[9] São lançadas a Big Coke (2 litros), a embalagem de 1,25 litro e a lata de alumínio 100% reciclável.[28]
- 1991 – A Coca-Cola é lançada em embalagem PET descartável.[19]
- 1992 – A Coca-Cola completa 50 anos no Brasil. Em comemoração à data, promove a exposição Coca-Cola 50 Anos com Arte, reunindo 25 obras de artistas plásticos e fotógrafos brasileiros. As mostras aconteceram no Museu de Arte Moderna de São Paulo (MAM/SP) e no Museu de Arte Moderna do Rio de Janeiro (MAM/RJ).[29][30] É inaugurada a maior fábrica da Coca-Cola na América Latina, na cidade de Jundiaí em São Paulo. São lançadas as Coke Machines (máquinas para vender refrigerantes em lata).[31]
- 1993 – A Coca-Cola passa a apoiar em todo o planeta o Dia Mundial de Limpeza de Rios e Praias. No mesmo ano, os ursos polares desenvolvidos em animação 3D aparecem pela primeira vez na campanha Sempre Coca-Cola, no comercial chamado Northern Lights.[32][33][34]
- 1995 – A Coca-Cola lança no Brasil a primeira lata com o tema Papai Noel. Também é lançada, em caráter regional, a primeira lata de Coca-Cola na cor azul, edição especial para o Festival de Parintins que acontece no Amazonas.[35][36][37]
- 1997 – A Coca-Cola passa a ter o seu produto em forma light, inaugurando este segmento no Brasil.[9][38]
- 1999 – Surge a embalagem PET de 2,5 litros.
- 2001 – É relançada no mercado brasileiro a garrafa contour de 237ml.[39][40]
- 2003 – A Coca-Cola firma com o Comitê Olímpico Brasileiro (COB) patrocínio a equipes olímpicas, entre elas ginástica artística e judô, visando à preparação para os Jogos Olímpicos de 2004 em Atenas.[41]
- 2005 – No dia 21 de fevereiro é lançada a Coca-Cola em minilata de 250ml. Em junho chega ao mercado a garrafa de vidro de 200ml.
- 2006 – A Coca-Cola compra a Del Valle.[42]
- 2007 – A Coca-Cola Zero é lançada.[43] A emissora de televisão MTV apresenta em parceria com a Coca-Cola o programa musical Estúdio Coca-Cola.[44] A Coca-Cola compra a Leão.[45]
- 2009 – A Coca-Cola lança para todos os seus produtos um novo tamanho de tampas de garrafas PET, chamado xtra-lok mini, com quatro milímetros a menos que as tampas do padrão antigo. Com este novo tamanho, a companhia estimou que até 2012 o total de resina economizada equivalesse à mesma quantidade necessária para produzir 120 milhões de garrafas PET de 2 litros.[46]

### Décadas de 2010 e 2020
- 2010 – É lançada a Coca-Cola Light Plus, versão da Coca-Cola Light (sem açúcar) enriquecida com vitaminas.[47] Em 25 de março é apresentada a primeira garrafa feita a partir de cana-de-açúcar, batizada PlantBottle.[48][49] No mesmo mês a Coca-Cola adotou o Largo Glênio Peres e a Praça XV, pontos tradicionais do Centro Histórico de Porto Alegre.[50] Em 16 de abril, em Maceió, Alagoas, a Coca-Cola abre a primeira fábrica verde da América Latina, com iluminação natural, recursos para diminuir a liberação de CO² na atmosfera e um sistema de uso eficiente da água.[51]
- 2015 – É inaugurada a fábrica da Coca-Cola em Itabirito, Minas Gerais, uma das maiores do mundo.
- 2016 – A Coca-Cola começa a produzir e vender refrigerantes nos sabores Vanilla (baunilha) e Cherry (cereja).[52] A Coca-Cola compra a empresa mineira Verde Campo e a Ades.[53][54] Em 1º de setembro, Henrique Braun assume a presidência da Coca-Cola Brasil.[55]
- 2017 – A fábrica de Jundiaí, em São Paulo, é a maior do mundo em volume de produção.[56]
- 2018 – Em 19 de janeiro é anunciada a meta, a ser alcançada até 2030, de coletar e reciclar uma embalagem para cada garrafa ou lata de bebida vendida pela companhia. Para isso, a Coca-Cola Brasil trabalhará com parceiros, incluindo cooperativas de reciclagem, e investirá em embalagens retornáveis. É uma meta mundial de The Coca-Cola Company coletar e reciclar até 2030 o equivalente a 100% das suas embalagens que chegam ao mercado. Também até 2030, 50% de todo o PET utilizado pela companhia será rPet (resina reciclada). Outro objetivo global da empresa é usar 100% de embalagens recicláveis até 2025.[57] É lançada a nova marca institucional. Se antes era usada a tipografia da bebida mais icônica, agora há uma nova fonte rodeada por imagens de produtos que representam a variedade de opções.[58]
- 2019 – No dia 25 de junho é inaugurada uma nova fábrica em Duque de Caxias, no Estado do Rio.[59] O Instituto Coca-Cola Brasil, voltado para o desenvolvimento de comunidades de baixa renda, completa 20 anos.[60]
- 2020 – O Sistema Coca-Cola Brasil é o maior produtor de bebidas não alcoólicas do país. A partir das garrafas de vidro com 185ml de Coca-Cola, a companhia ampliou seu portfólio e hoje tem mais de 200 produtos de nove segmentos, em opções com baixas calorias ou sem açúcar, e em diferentes tamanhos de embalagens. O Sistema Coca-Cola Brasil é composto por nove grupos de fabricantes franqueados, o Instituto Coca-Cola Brasil, mais Verde Campo e a parceria com Leão Alimentos e Bebidas. Em setembro, o CEO da Coca-Cola Brasil, Henrique Braun, assume o comando da empresa na América Latina.[61][62]